# Jan Zambrzycki
Jan Zambrzycki herbu Kościesza (zm. w 1679 roku) – instygator koronny w latach 1673–1678, instygator litewski w latach 1666–1673.
Jako poseł ziemi łomżyńskiej na sejm elekcyjny 1669 roku podpisał pacta conventa Michała Korybuta Wiśniowieckiego w 1669 roku. W 1674 roku był elektorem Jana III Sobieskiego z ziemi wiskiej.